# Kiril Wassilew
Kiril Wassilew (bulgarisch Кирил Василев, engl. Transkription Kiril Vasilev; * 24. Juni 1985 in Samokow) ist ein ehemaliger bulgarischer Biathlet.
Kiril Wassilew lebt in Samokov und trainiert in Sofia. Er startet für das National sport academy NSA, wo Palakarski sein Trainer ist. Der Sportlehrer betreibt seit 1997 Biathlon und gehört seit 2002 zum Nationalkader Bulgariens. Seine erste Jugend-Weltmeisterschaft lief der Bulgare 2002 in Ridnaun, noch ohne nennenswerte Ergebnisse zu erreichen. Das änderte sich ein Jahr später in Kościelisko. Dort wurde er Zehnter im Einzel, gewann hinter dem Russen Andrei Dubassow Silmer im Sprint und fiel in der anschließenden Verfolgung auf den 17. Rang zurück. Auch 2004 in Haute-Maurienne konnte Wassilew mit Platz fünf im Einzel, sieben im Sprint und acht in der Verfolgung ausgezeichnete Ergebnisse erreichen. Weniger erfolgreich verliefen die Junioren-Weltmeisterschaften 2005 in Kontiolahti, doch schon 2006 in Presque Isle fand der Bulgare zurück in die Erfolgsspur. Hinter dem Russen Jewgeni Ustjugow gewann er sie Silbermedaille im Einzel. Im Sprint wurde er Fünfter und verbesserte sich im anschließenden Verfolger erneut auf den zweiten Rang hinter Ustjugow lief. Hinzu kam Rang sieben mit der Staffel. Auch im Jugend- und Junioren-Europacup lief Wassilew seit 2002 und erreichte immer wieder Plätze unter den besten 15.
Im Seniorenbereich trat Wassilew sporadisch schon seit 2004 immer wieder an. Seine ersten Einsätze hatte er im Rahmen der Biathlon-Weltmeisterschaften 2004 in Oberhof. Dort wurde er 93. im Sprint und 94. im Einzel. Zum Auftakt der Saison 2004/05 gab der Bulgare auch sein Debüt im Biathlon-Weltcup. Bei seinem ersten Sprintrennen in Beitostølen wurde er 92. Das folgende Einzel-Rennen am Holmenkollen in Oslo beendete er als 64. Es ist gleichzeitig sein bislang bestes Resultat im Weltcup. In Antholz lief er die Biathlon-Weltmeisterschaften 2007 und wurde 68. im Sprint und 18. mit der Staffel. Im Einzel erreichte Wassilew das Ziel nicht. 2008 schaffte er es in Östersund in diesem Wettbewerb ins Ziel und wurde 69. Hinzu kommt Platz 20 mit der Staffel.

## Biathlon-Weltcup-Platzierungen
Die Tabelle zeigt alle Platzierungen (je nach Austragungsjahr einschließlich Olympische Spiele und Weltmeisterschaften).
- 1.–3. Platz: Anzahl der Podiumsplatzierungen
- Top 10: Anzahl der Platzierungen unter den ersten zehn (einschließlich Podium)
- Punkteränge: Anzahl der Platzierungen innerhalb der Punkteränge (einschließlich Podium und Top 10)
- Starts: Anzahl gelaufener Rennen in der jeweiligen Disziplin

| Platzierung                      | Einzel | Sprint | Verfolgung | Massenstart | Staffel | Gesamt |
| -------------------------------- | ------ | ------ | ---------- | ----------- | ------- | ------ |
| 1. Platz                         |        |        |            |             |         |        |
| 2. Platz                         |        |        |            |             |         |        |
| 3. Platz                         |        |        |            |             |         |        |
| Top 10                           |        |        |            |             |         |        |
| Punkteränge                      |        |        |            |             | 13      | 13     |
| Starts                           | 7      | 10     |            |             | 13      | 30     |
| Stand: nach der Saison 2009/2010 |        |        |            |             |         |        |